# Julianne Kirchner
Julianne Kirchner (ur. 19 grudnia 1991 we Florence) – pływaczka z Wysp Marshalla, olimpijka.
Podczas igrzysk w Pekinie, Kirchner wystąpiła w eliminacjach na 50 m stylem klasycznym. W wyścigu eliminacyjnym uzyskała czas 30,42, i zajęła 4. miejsce, a tym samym odpadła z rywalizacji. Finalnie uplasowała się na 75. miejscu.